# Rieutow (obwód kurski)
Rieutow (ros. Реутов) – chutor w zachodniej Rosji, w sielsowiecie paszkowskim rejonu kurskiego w obwodzie kurskim.

## Geografia
Miejscowość położona jest 4 km od centrum administracyjnego sielsowietu (Czapłygina), 8 km na północ od centrum administracyjnego rejonu (Kursk), 4,5 km od drogi magistralnej (federalnego znaczenia) M2 «Krym».
W chutorze znajdują się 43 posesje.
Klimat
Miejscowość, jak i cały rejon, znajduje się w strefie klimatu kontynentalnego z łagodnym ciepłym latem i równomiernie rozłożonymi opadami rocznymi (Dfb w klasyfikacji klimatów Köppena).

## Demografia
W 2010 r. chutor zamieszkiwało 88 osób.